# Бураков, Фома Алексеевич
Фома Алексеевич Бураков (1913 — 13.10.1948) — командир отделения 43-го отдельного гвардейского саперного батальона (38-я гвардейская стрелковая Лозовская Краснознамённая дивизия, 96-й Брестский стрелковый корпус, 70-я армия, 2-й Белорусский фронт), гвардии старший сержант, участник Великой Отечественной войны, кавалер ордена Славы трёх степеней.

## Биография
Родился в 1913 году в деревне Фролово Невельского уезда Витебского уезда (ныне Леховского сельсовета Невельского района Псковской области) в крестьянской семье. Русский. В 1928 году окончил 4 класса начальной школы в своей деревне. Работал в домашнем хозяйстве. В 1931 году, когда в деревне стал образовываться колхоз, уехал в город Ленинград (Санкт-Петербург). Несколько лет Работал на заводе «Прогресс».
В 1935 году был призван в Красную Армию. Службу проходил в железнодорожном полку на Дальнем Востоке в должности кладовщика. Уволился в запас в январе 1937 года. Работал заведующим складом в «Дальстройснабе». Через два года вернулся в Ленинград, на свой завод, а с января 1940 года — вновь во Владивосток, в Главхлебопекарне № 7 стал работать заведующим пекарней. В этой должности проработал около года. Был привлечен к уголовной ответственности и с января 1941 года отбывал наказание в лагере заключенных в Советской гавани Приморского края. Постановлением Военного совета 1-го Белорусского фронта с него была снята судимость, в октябре 1944 года.
Повторно призван в армию 25 мая 1943 года Владивостокским райвоенкоматом. С августа 1943 года участвовал в боях с захватчиками на Центральном фронте. Боевой путь начал рядовым стрелком в рядах 249-го стрелкового полка 81-й стрелковой дивизии. В первых же боях во время Орловской наступательной операции был ранен. После излечения в госпитале вернулся на фронт.
С сентября 1943 по февраль 1944 года был курсантом 222-го армейского запасного стрелкового полка, а затем продолжил службу сапером, командиром отделения в 43-м отдельном саперном батальоне 38-й гвардейской стрелковой дивизии. В рядах этого батальона воевал до Победы, стал полным кавалером ордена Славы.
Принимал участие в Гомельско-Речицкой, Калинковичско-Мозырской, Люблин-Брестской, Млавско-Эльбингской, Восточно-Померанской и Берлинской наступательных операциях. В боях дважды был ранен.
Во время боя за село Горники 24 марта 1944 года Ф .А. Бураков со своим отделением под огнем противника разобрал мост через Турийский канал, не дав возможности врагу преодолеть водную преграду. 29 марта 1944 года в районе села Жечица (ныне Речица того же района) его отделение заложило управляемые фугасы и в момент контратаки противника подорвало их, уничтожив до 20 немецких солдат. Перед началом Люблин-Брестской наступательной операции 18 июля 1944 года Ф. А .Бураков северо-западнее села Заболотье (ныне поселок городского типа того же района) обезвредил 18 противотанковых мин и проделал 2 прохода в проволочном заграждении, обеспечив быстрый выход стрелковых подразделений к переднему краю противника.
Приказом командира 38-й гвардейской стрелковой дивизии от 27 июля 1944 года гвардии младший сержант Бураков Фома Алексеевич награждён орденом Славы 3-й степени.
В ходе дальнейшего наступления 28 июля 1944 года в районе села Добрынь-Колёня (ныне гмина Залесе Бельского повята Люблинского воеводства, Польша) под огнем противника Ф. А. Бураков заминировал подступы к населенному пункту, установив 30 противопехотных и 20 противотанковых мин. 19 августа 1944 года во время контратаки противника в районе села Марцинкувка ныне Воломинского повята Мазовецкое воеводство (Польша) отделение Ф. А. Буракова под миномётным и пулемётным обстрелом, передвигаясь ползком в непосредственной близости от врага, установило 140 противотанковых и противопехотных мин, надежно прикрыв южные подступы к населенному пункту. Лично командир отделения установил 60 противотанковых мин.
В ночь на 20 августа 1944 года в районе деревни Ситки (ныне гмина Клембув того же повята) саперы установили 120 противотанковых мин на юго-восточной окраине населенного пункта, способствуя отражению контратак противника. Приказом командира дивизии Ф. А. Бураков был награждён орденом Красной Звезды.
В ходе наступательного боя в районе села Непорент ныне Легионовского повята Мазовецкого воеводства (Польша) 10 октября 1944 года во главе отделения гвардии сержант Бураков проявил мужество и храбрость в наступательном бою 10 — 13 октября 1944 года. В 10 километрах северо-восточнее Варшавы — он проделал четыре прохода в минных полях, обезвредил около 40 противопехотных мин. А восточнее города Легьоново (Польша) в составе подвижного отряда заграждения под огнем установил 27 противотанковых мин на танкоопасном направлении.
Приказом командующего 70-й армией от 31 октября 1944 года гвардии сержант Бураков Фома Алексеевич награждён орденом Славы 2-й степени. Снята судимость в октябре 1944 года.
Перед началом Млавско-Эльбингской наступательной операции отделение Ф. А. Буракова выполняло боевое задание перед участком обороны 110-го гвардейского стрелкового полка. В ночь на 13 января 1945 года саперы под огнем противника проделали проход шириной 15 метров в минно-взрывных и проволочных заграждениях врага. В ночь на 14 января они заложили фугасы общей массой в 120 килограмм и за 15 минут до начала артиллерийской подготовки атаки подорвали их. Сопровождая наступающие стрелковые подразделения, в числе первых достиг вражеской траншеи и огнем из личного оружия уничтожил пулемётную точку противника.
Указом Президиума Верховного Совета СССР от 24 марта 1945 года за образцовое выполнение боевых заданий командования на фронте борьбы с немецкими захватчиками и проявленные при этом доблесть и мужество гвардии старший сержант Бураков Фома Алексеевич награждён орденом Славы 1-й степени.
В ходе Восточно-Померанской наступательной операции на подступах к городу Гдыня (ныне Поморское воеводство, Польша) 25 марта 1945 года под огнем противника Ф. А. Бураков со своим отделением принимал участие в строительстве перехода через противотанковый ров, чем способствовал успешному продвижению стрелковых подразделений, артиллерии и приданных танков. 26 марта 1945 года Ф. А. Бураков с группой саперов под артиллерийским и миномётным обстрелом выдвинулся к минированному завалу и лично обезвредил 6 противотанковых мин. Вместе с подчиненными разобрал завал, дав возможность продвижения стрелковым подразделениям. Приказом командира дивизии награждён вторым орденом Красной Звезды.
20 сентября 1945 года выписан из госпиталя и демобилизован. Жил и работал в городе Владивосток.
Умер 13 октября 1948 года. Похоронен на старом кладбище села Владимиро — Александровское Партизанского района Приморского края.

## Награды
- Орден Красной Звезды (25.08.1944)[9];
- Орден Красной Звезды (15.04.1945)[10];
- Полный кавалер ордена Славы:
  - орден Славы I степени(24.03.1945)[11];
  - орден Славы II степени (31.10.1944)[12];
  - орден Славы III степени (27.07.1944)[13];
- медали, в том числе:
  - «За победу над Германией в Великой Отечественной войне 1941—1945 гг.» (9 мая 1945[14])[15]
  - «За взятие Берлина» (9.5.1945)

## Память
- На могиле установлен надгробный памятник
- Его имя увековечено в Главном Храме Вооружённых сил России, и навсегда запечатлено на мемориале «Дорога памяти»[16]
- На доме, где проживал кавалер, установлена мемориальная доска.